# Élections fédérales canadiennes de 2025 à Terre-Neuve-et-Labrador
Les élections fédérales canadiennes de 2025 à Terre-Neuve-et-Labrador, comme dans le reste du Canada, ont lieu le 28 avril 2025, afin d'élire les 7 députés terre-neuvien-et-labradorien de la 45e législature de la Chambre des communes du Canada.

## Résultats par parti

### Résultats généraux
| Parti                  | Parti                              | Voix | %   | +/- | Sièges | +/-           |
| ---------------------- | ---------------------------------- | ---- | --- | --- | ------ | ------------- |
|                        | Parti libéral du Canada (PLC)      |      |     |     |        |               |
|                        | Parti conservateur du Canada (PCC) |      |     |     |        |               |
|                        | Nouveau Parti démocratique (NPD)   |      |     |     |        |               |
|                        | Parti populaire du Canada (PPC)    |      |     |     |        |               |
|                        | Parti vert du Canada (PVC)         |      |     |     |        |               |
|                        | Parti rhinocéros (Rhino)           |      |     |     |        |               |
|                        | Parti communiste du Canada (PCC)   |      |     |     |        |               |
|                        | Protection des animaux (PAC)       |      |     |     |        |               |
|                        | Indépendants                       |      |     |     |        |               |
|                        |                                    |      |     |     |        |               |
| Suffrages exprimés     |                                    |      |     |     |        |               |
| Votes blancs ou nuls   |                                    |      |     |     |        |               |
| Total                  | Total                              |      | 100 | -   | 7      | en stagnation |
| Abstention             |                                    |      |     |     |        |               |
| Inscrits/Participation |                                    |      |     |     |        |               |